# شهرستان هنری (میزوری)

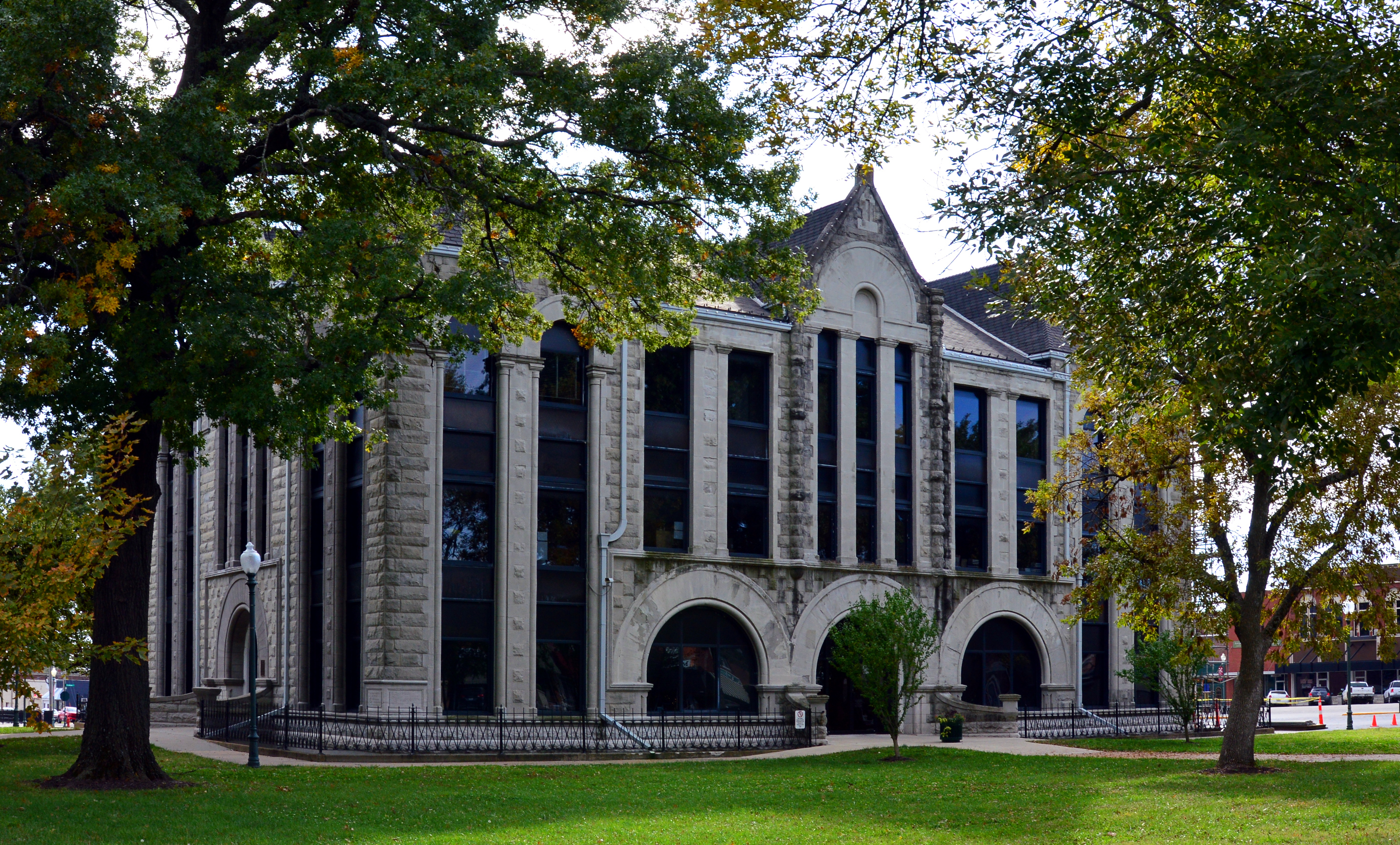
شهرستان هنری، دادگاه در کلینتون، میسوری

شهرستان هنری، میزوری (به انگلیسی: Henry County, Missouri) یک شهرستان در ایالات متحده آمریکا است که در میزوری واقع شده‌است.